# Linia kolejowa nr 410

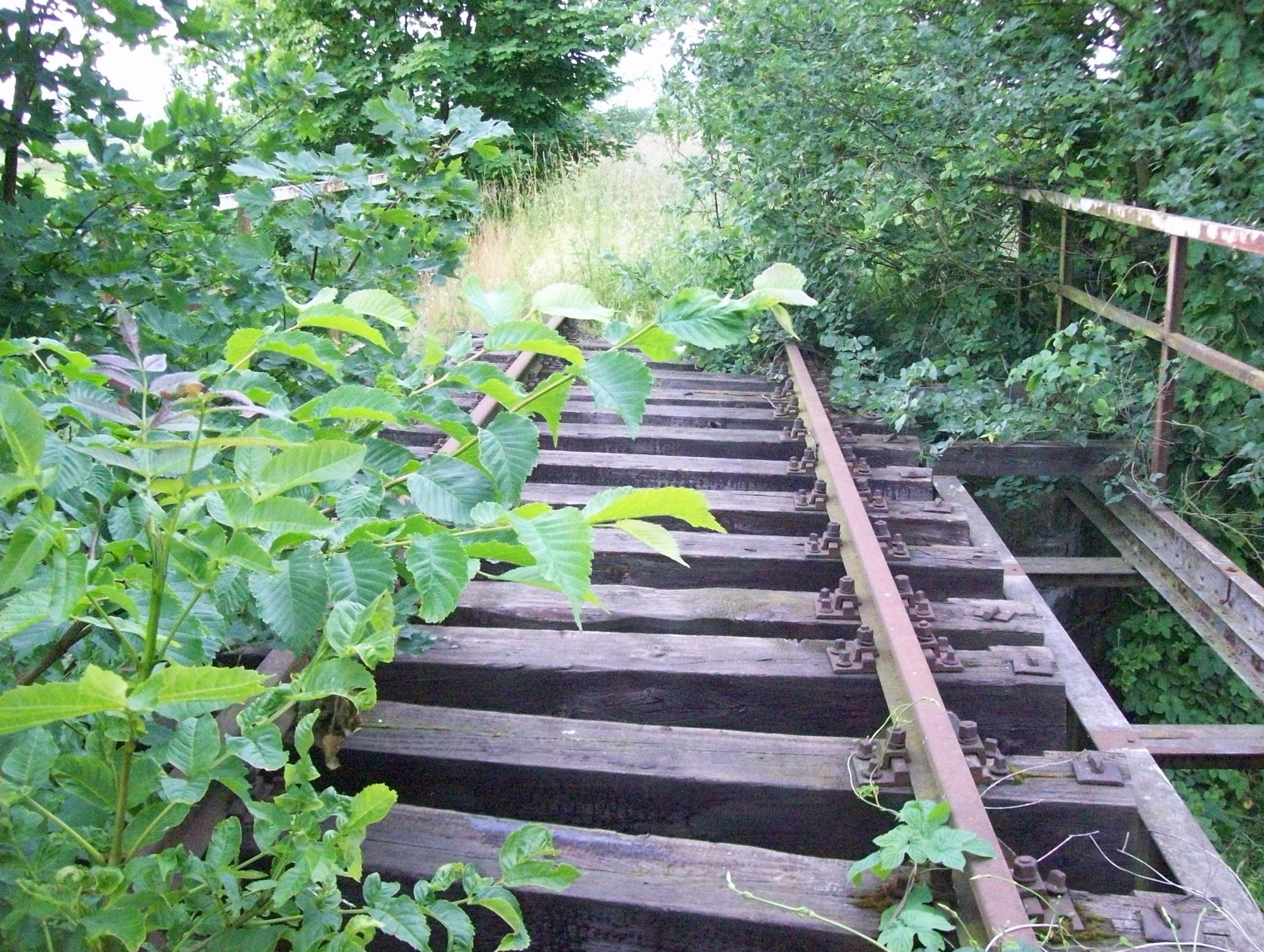
Nieczynny odcinek linii w okolicach Płotna

Linia kolejowa nr 410 – jednotorowa, niezelektryfikowana linia kolejowa znaczenia miejscowego (na odcinku w km 61,164 – 116,940 dodatkowo znaczenia państwowego) łącząca stację Grotniki Drawskie ze stacją Choszczno.
Początkowo linia była dłuższa o 61,164 km i rozpoczynała się na stacji Grzmiąca. Większość pierwotnej linii nie jest jednak użytkowana w ruchu pasażerskim od 1991, a w ruchu towarowym od 1996.
Odcinek Barnówko – Kostrzyn, stanowiący jej kontynuację, funkcjonuje obecnie (2023) jako linia kolejowa nr 430.

## Dawna linia kolejowa nr 410
- linia rozebrana i nieprzejezdna (w sumie): 135,922 km
- linia zamknięta (w sumie): 56,147 km
- ruch pasażerski i towarowy (w sumie): 48,383 km
- długość całkowita dawnej linii: 240,452 km

## Historia pierwotnego przebiegu linii
23 stycznia 2008 w linię na odcinku Mirosławiec – Borujsko uderzył samolot CASA. W wyniku katastrofy zginęło 20 osób.
Odcinek Choszczno – Barlinek – Myślibórz został rozebrany całkowicie. Teren zostanie wykorzystany na utworzenie ścieżki rowerowej z Choszczna do Barlinka i dalej do Myśliborza, która w większości jest już ukończona. W Barlinku na części dawnej trasy powstała droga średnicowa w ciągu drogi wojewódzkiej nr 151. Również na odcinku Złocieniec – Połczyn-Zdrój powstała ścieżka rowerowa. Jej ostatni odcinek w rejonie Połczyna-Zdroju oddano jednak do użytku dopiero we wrześniu 2020.
13 lutego 2019 PKP Polskie Linie Kolejowe podpisały z konsorcjum Schweerbau i SBM umowę na rewitalizację linii w formule „projektuj i buduj” na nieczynnym od 23 lat i w wielu miejscach pozbawionym torów odcinku pomiędzy Grotnikami Drawskimi a Drawnem. Oferty w ogłoszonym postępowaniu złożyły PORR, konsorcjum Roberpol i Rover Alcisa oraz konsorcjum Schweerbau i SBM, które zwyciężyło z ofertą o wartości 166 mln złotych.
Przewiduje się, że na linii obowiązywać będzie prędkość maksymalna 70–80 km/h.
W ramach inwestycji wykonane zostały następujące prace:
- modernizacja i częściowa odbudowa 55,5 km torów
- budowa na stacji w Złocieńcu nowej rampy (od ul. Dworcowej) i placu ładunkowego o powierzchni ponad 3700 m²
- montaż 5 nowych rozjazdów
- budowa nowoczesnych urządzeń srk
- przebudowa około 50 obiektów inżynieryjnych (m.in. mostu na Drawie w okolicy Złocieńca, gdzie wymienione zostały przyczółki i filary konstrukcji)
- przebudowa nawierzchni i oznakowanie ponad 40 przejazdów kolejowo-drogowych, m.in. w Drawnie, Kaliszu Pomorskim i Złocieńcu.

W projekcie nie uwzględniono rewitalizacji elementów związanych z obsługą ruchu pasażerskiego; nie przewiduje się również naprawy 27-kilometrowego odcinka Drawno – Choszczno (odcinek ten planowały wcześniej wyremontować PKP PLK). Ponadto obowiązujący w województwie zachodniopomorskim plan transportowy nie przewiduje przewozów pasażerskich na tej trasie.
Początkowe tempo prac sprawiło, że mimo planowanego końca remontu w 2026 roku, były nadzieje na jego sfinalizowanie już w roku 2023, a odbiór linii miał nastąpić w roku 2024. Wyremontowana linia ma umożliwić dowóz sprzętu do wojskowych bocznic w Złocieńcu, Mirosławcu i Drawnie.

## Czynne odcinki linii kolejowej nr 410
- ruch pasażerski:
  - Kalisz Pomorski Miasto – Kalisz Pomorski 2,716 km
- linie towarowe:
  - Złocieniec – Mirosławiec 23,232 km